# Georg Fresenius
Johann Baptist Georg Wolfgang Fresenius, född den 25 september 1808 i Frankfurt am Main, död där den 1 december 1866, var en tysk läkare och botanist, känd för sina arbeten inom fykologins område.
Han studerade medicin vid universiteten i Heidelberg, Würzburg och Giessen. Sin doktorsgrad förvärvade han vid det sistnämnda1829. Därefter slog han sig ned i sin födelsestad, där han arbetade som allmänpraktiserande inom medicinen med botaniken som fritidssysselsättning.
Som student vid universitetet i Heidelberg, och även senare, studerade han botanik med sin vän George Engelmann (1809-1884), som med tiden blev en välrenommerad tysk-amerikansk botanist. Från 1831 var Fresenius kurator för Senckenberg-herbariet och lärare vid Forschungsinstitut Senckenberg. Tillsammans med sin student Anton de Bary (1831–1888) bedrev han mikroskopiska undersökningar av alger och svampar. 
Växtsläktet Fresenia i familjen Asteraceae är uppkallat efter honom. Auktorsnamnet Fresen. kan användas för Georg Fresenius i samband med ett vetenskapligt namn inom botaniken; se Wikipediaartiklar som länkar till auktorsnamnet.